# Wolica (hromada Mosty Wielkie)
Wolica (ukr. Волиця, Wołycia) – wieś na Ukrainie, w obwodzie lwowskim, w rejonie szeptyckim, w hromadzie Mosty Wielkie. 
W II Rzeczypospolitej wieś w powiecie żółkiewskim województwa lwowskiego. 
W 1944 nacjonaliści ukraińscy z OUN-UPA zamordowali tutaj 40 Polaków i 1 Ukraińca za pomaganie Polakom.
Do 2024  w rejonie czerwonogrodzkim.